# Augusta-Margaret River Shire
Augusta-Margaret River Shire är en kommun i Western Australia, Australien. Kommunen, som är belägen 270 kilometer söder om Perth, i regionen South West, har en yta på 2 243 kvadratkilometer, och en folkmängd, enligt 2011 års folkräkning, på 11 761. Huvudort är Margaret River. 
Andra större orter är Augusta, Cowaramup, Graceton och Karridale. Nästan hälften av kommunens yta utgörs av nationalparker. Övrig mark används främst till jordbruk såsom betesmark för nötkreatur och vinodling.